# Cheikh Hamidi
 (février 2021).
Cheikh Hamidi est un footballeur international algérien né le 6 avril 1983 à Saïda. Il évolue au poste d'attaquant.

## Biographie
Cheikh Hamidi évolue en première division algérienne avec le MC Saïda, l'USM Annaba, l'USM Alger et l'ASO Chlef. Il dispute un total de 99 matchs en première division, inscrivant 39 buts.
Il marque 19 buts en deuxième division lors de la saison 2006-2007, 13 buts en première division en 2007-2008, et 14 buts en première division en 2009-2010. Il se classe quatrième du championnat de première division en 2010 avec l'USMA, ce qui constitue son meilleur classement.
Le 27 septembre 2007, il s'illustre avec le MC Saïda, en inscrivant un triplé en première division, sur la pelouse de la JSM Béjaïa. Son équipe l'emporte 2-4 à l'extérieur. Le 16 janvier 2010, il se met de nouveau en évidence en marquant un quadruplé en première division avec l'USMA, lors de la réception du CA Batna. Son équipe l'emporte sur le score sans appel de 6-0. Le 4 mai de la même année, il brille une nouvelle fois en inscrivant trois buts lors de la réception de l'ASO Chlef. Son équipe l'emporte sur le large score de 5-0.
Hamidi reçoit une sélection en équipe d'Algérie, le 26 mars 2008, en amical contre la RD Congo (score : 1-1).